# サイモン・ワーン
サイモン・ワーン（Simon Wearne , 1956年11月5日 - ）は、シネマトグラファー。映像作家。映像アーティスト。写真家。映像ジャーナリスト。
和歌山大学観光学部観光教育研究センター特任助教、酪農学園大学特任研究員、クイーンズランド工科大学研究員 を務める。和歌山県太地町における古式捕鯨の研究 を行う。
映像プロダクション StripeyDog Productions 代表 で、2011年にはオーストラリアドキュメンタリー最優秀賞を受賞した。エミー賞最終候補 にもノミネートされた。2010年には「はやぶさの大気圏再突入」を撮影した。

## 人物
1956年11月5日生まれ。オーストラリア・タスマニア州出身（或いは、ビクトリア州バララット出身）、西オーストラリア州パース育ち。和歌山県在住。カーティン大学卒。
オーストラリアのABCや民放のテレビ局（NINEネットワーク）で報道、環境、芸術、スポーツなどの番組のシネマトグラファーを担当。その後、フリージャーナリストとなり、タスマニアの環境問題など地域の生態系保全や文化多様性の維持、持続可能な発展について、日本とオーストラリアとフィリピンで、調査研究、執筆、教育、地域への貢献活動を行う。2012年に和歌山に移住。太地町の捕鯨文化を世界産業遺産に登録するため、文化財の独自調査を進める。

### 捕鯨に関する主張
捕鯨に対するサイモン・ワーンの考えは、商業捕鯨は反対、伝統捕鯨の存続というもの。その理由は、オーストラリアではカンガルーを食す。同じように持続可能な捕鯨は許されるはずで、日本には「もったいない」「サスティナブルな」精神が残り、また、太地町のような持続可能な捕鯨は、ユネスコの産業遺産に登録されるべきで、そこには私たちの環境問題の解決のヒントが有り、最先端である。という趣旨による。
2014年4月、「日本は捕鯨を続けるべきだ」とサイモン・ワーンが語ったとする新聞記事が書かれた。「江戸時代から連綿と続く太地の捕鯨の歴史を伝えれば、世界の認識は変わるはず」。「日本は欧米のように油だけを取って鯨を捨てるようなことはせず、全ての部位を使って無駄にしない」。「必要なのは欧米の批判を気にせず、捕鯨の真実を伝えること。太地町は自信をもって立ち向かえばいい」。「太地の真実のストーリーを伝えなくては」などと、ワーンは語った。後に、記事は一部が誤報だったとし、「日本は伝統的な捕鯨続けるべきだ」に訂正され、「日本は、太地町での追い込み漁などの伝統的な捕鯨を続けるべきだ」と、ワーンが語った内容に訂正された。
同じ頃、ワーンの主張は『週刊新潮』によっても取り上げられた。この記事では、ワーンは、映画『ザ・コーヴ』の隠し撮りについて「非常識」と述べ、その理由に、動物の利用は残酷さを伴うが、オーストラリアの農場で、同じような無許可の撮影が許されるだろうかと、指摘した。また、ケネディ駐日米国大使のツイッターでのつぶやきについては、「彼女は捕鯨やイルカ漁についてさほどの知識を持たずに発言している」と述べ、更に、大使は、太地町を訪問し、現地を知って公平な目で判断せねばならないと指摘した。また、国際司法裁判所の判決については、私は悲観していない。西洋は、鯨油により莫大な利益を得て発展してきた歴史を忘れて、西洋の論理を都合よく押し付けることは許されることではなく、日本はこれを機会に自らの正当性を主張すべきだ。とする意見を述べた。

## 経歴
。
- 2004年 - タスマニア環境会議の共同創設者となる[7]。
- 2005年 - タスマニアの環境問題に関して、市民団体が水琴窟を設置するのを取材した[16]。後に、太地町と姉妹都市の豪・ブルーム市にそれぞれ水琴窟を設置した[17]。
- 2007年から2008年 - TV番組『アニマルプラネット』の「ホエール・ウォーズ（鯨戦争）」の撮影に参加し、南極海で、日本の調査捕鯨船を妨害するシー・シェパードの海賊船を5週間取材した[10]。この際に、反捕鯨番組のデタラメぶりに疑問がわき、後に反捕鯨団体と決別するきっかけとなった。
- 2008年 - 太地町を訪問し、捕鯨文化の研究を開始。その後、拠点を和歌山県に移す[4]。
- 2010年 - 小惑星探査機「はやぶさ」の大気圏再突入の様子を、オーストラリアウーメラ砂漠で撮影[18]。後に「はやぶさ」を撮影した人物と紹介された[19]。
- 2011年
  - 10月 - 写真展『わかやま』（市内の見慣れた風景から）を和歌山市内で開催[20]。内容は、ワーンが撮影した水に映る和歌山城、冬の高野山、森林保護に尽力した那智大社宮司、セピア色のシュロ縄職人などの41点。会場では竹スピーカーを用いて音楽を流した[19]。
- 2012年
  - 1月1日 - ジャパンタイムズがCWニコルの寄稿記事を出すため、ワーンが写真を提供した[21]。
- 2012年
  - 1月 - 写真展『太地の伝統文化』を、太地町立石垣記念館[22] で開催。
  - 7月 - 和歌山県のきのくに志学館で、災害ボランティア写真展が行う。内容は、東日本大震災で被災した岩手県陸前高田市と、台風12号豪雨で被災した新宮市などでの学生ボランティアの活動を、ワーンが撮影した写真約 300 点の展示であった[23]。
  - 8月 - 酪農学園大学特任研究員に就任[6]。
- 2013年
  - 2月 - 福島県飯舘村山津見神社での天井絵保全活動に参加[24][25]。
  - 8月 - 和歌山大学観光学部観光教育研究センター特任助教に着任[5]）。
- 2014年
  - 4月 - ワーンの捕鯨に関する主張が新聞に掲載[13]。この時期に幾つかの日本のマスメディアに、ワーンの主張が紹介された。

- 12月 - 環境ドキュメンタリー『 Australiens Mississippi 』で、オーストラリア・シネマトグラファー協会による 47th Annual VIC / TAS Awards for Cinematography の Documentaries, Cinema & TV 部門で、銅賞を受賞した[2][26]。ワーンが撮影した『 Australiens Mississippi 』は、豪のマレー川の様子を記録した番組である[27]。なお、ワーンは、その賞の2014年の挨拶に、自身の近況報告として、日本（太地町）の古式捕鯨の「勢子船」を写真付きで取り上げ、現在は持続可能に行われた17世紀以降の和歌山県の古式捕鯨を研究していると自己紹介した[26]。
- 2015年
  - 2月 - 写真展『 Wakayama Blue 』（〜私が行ってきた水辺のアクション〜）が開催された。内容は、紀の川、内川、和歌浦、和歌山城のお堀など和歌山市内の水辺の写真展であり、2009年からワーンが撮りためた写真を用いて、和歌山市の水辺の魅力を魅せるものだった[11]。
  - 4月 - ワーンは世界観光機関（UNWTO）のアジア太平洋地域の会合で、太地町を例に出してケーススタディの講演を行った[28]。
  - 6月7日 - 和歌山市内で開催されたユネスコ全国大会で、講演[29]。

## 活動

### 捕鯨

#### 反捕鯨活動
2007年から2008年にかけて、アメリカのCATV『アニマルプラネット』の「ホエール・ウォーズ（鯨戦争）」の撮影に参加し、南極海で、日本の調査捕鯨船を妨害するシー・シェパードの海賊船を5週間取材した。海賊船スティーブ・アーウィン号の豪・英の構成員らが、日本の捕鯨船に不法に乗り込み、捕鯨船側に拘束された際、ワーンは豪メディアのインタビューで日本側を非難した。その後、解放された海賊船の構成員の話では、捕鯨船の日本人乗組員は不法侵入者の主張にも耳を傾け、環境問題を扱った『もののけ姫』のDVDを不法侵入者に手渡すなど対話の姿勢を見せていた が、アニマルプラネットでは一切触れず、放送内容は製作側の意図する「凶悪な鯨殺しの集団として日本人」 というイメージを伝えるだけのものだった。

#### 捕鯨擁護活動への転向
アニマルプラネットで2008年に放送されたこの「鯨戦争」シリーズ1は、同年の最高視聴率を記録し、商業的な成功を収めた ほか、エミー賞にもノミネートされたが、番組の方針に疑問を抱くようになっていたワーンは、第1シリーズで撮影クルーを降りた。
ワーンは2014年に当時を振り返り、当時の自身の心境について、カメラマンとして自分の仕事が評価されたことには満足したが、しかし、捕鯨の実態を反捕鯨側からしか取材しないアニマルプラネットの報道姿勢や、シー・シェパードの描いたシナリオによるドキュメンタリー製作に違和感を覚え、編集された作品には満足できなかった。とする主旨を述べている。また、2014年に出演したテレビにおいて、「彼ら（シーシェパード）の活動は誠実とは言い難い」とする見解を述べた。

#### 古式捕鯨の調査

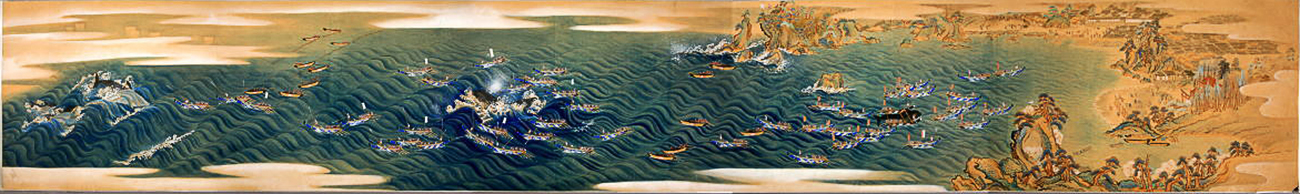
江戸時代の太地の古式捕鯨の蒔絵

上記の理由で、2008年にワーンは、日本の捕鯨文化を徹底的な調査を意図して、古式捕鯨発祥の地である太地町を訪れた。その後、捕鯨の研究を続けるために、拠点を和歌山に移した。ワーンは、当時世界最速と考えられる和船（勢子船・鯨船）を巧みに操り、クジラを網に追込み銛で仕留める、命を落とす危険のある古式捕鯨を学ぶうちに、太地の漁師に脈々と受け継がれた伝統と文化に深い感銘を受けた。と当時を振り返った。

#### ユネスコ産業遺産への登録推進
2015年4月、世界観光機関（UNWTO）のアジア・太平洋地域の会合で、ケーススタディの講演を行った。『 Traditional whaling Community Based Tourism 』と題したワーンの講演は、太地の話が例示として取り上げられた。ワーンは、太地は（映画『ザ・コーヴ』のような）センセーショナルな写真と言葉によって、（シーシェパードのような）非合理的で感情的な人たちが行動して、捕鯨産業が猛攻撃を受け、太地町に負のイメージがもたらされている。その一方、（日本や和歌山県の）住民らは、自身の歴史とアイデンティティを教えられていない。この事態は、太地町をユネスコの産業遺産に登録するのが解決策だという内容だった。
2015年6月7日、和歌山市内で開かれたユネスコ全国大会で、「世界で唯一、持続可能な捕鯨文化を持つ太地は、ユネスコの産業遺産に登録されるべき」とする講演を行った。ワーンは、反捕鯨活動について、「シーシェパードのような活動は対話的でなく対立的。歴史的にあまり理解されていない捕鯨と日本との関係を壊そうとしている」 と述べた。また、日本人は（和歌山の県民でさえ）捕鯨の歴史についての教育が普及していない事に、「隠そうとしない限り、本当のストーリーは消えたりしない。伝統的な捕鯨に目を向け、それがいかに素晴らしい伝統文化であるかを伝えましょう」 と述べた。また、英語版のガイドブックに、太地が省かれていることに触れ、「太地町には世界で唯一の持続可能な捕鯨文化がある。説得力のある物語を再構成し、ユネスコの産業遺産へ登録したい。登録されれば、日本や海外の人が真実を知り、今起きている論争への答えになる」 と述べた。また、太地において、それまでの捕鯨の方法を進歩させた網取り式捕鯨法が江戸時代に考案され、それにより太地は、古式捕鯨が産業化した日本で最初の捕鯨総合基地となったことを紹介し、「この歴史が、しかるべくユネスコの産業遺産の保護下に置かれることを願います」 と述べた。

### その他

#### 探査機「はやぶさ」の撮影
2010年、日本の小惑星探査機「はやぶさ」が大気圏突入し、そのサンプル回収カプセルが南オーストラリアのウーメラ砂漠に落下するため、サイモン・ワーンは和歌山大学のメンバーらと共に、その光景を現地で撮影した。後に、ワーンの映像は DVD 『おかえりなさい はやぶさ』（ポニーキャニオン）となった。また、「はやぶさ」の大気圏突入の模様は日本のテレビで報道されたので、後にワーンは「はやぶさ」を撮影した写真家などと紹介された。なお、ウーメラ砂漠は先住民にとっての聖地であるので、和歌山大とワーンらは、「はやぶさ」を説明する映像などを用いて、事前に先住民と文化交流を行い、現地の人たちに敬意を払い、理解を求める作業を行った。

#### 山津見神社での保全活動

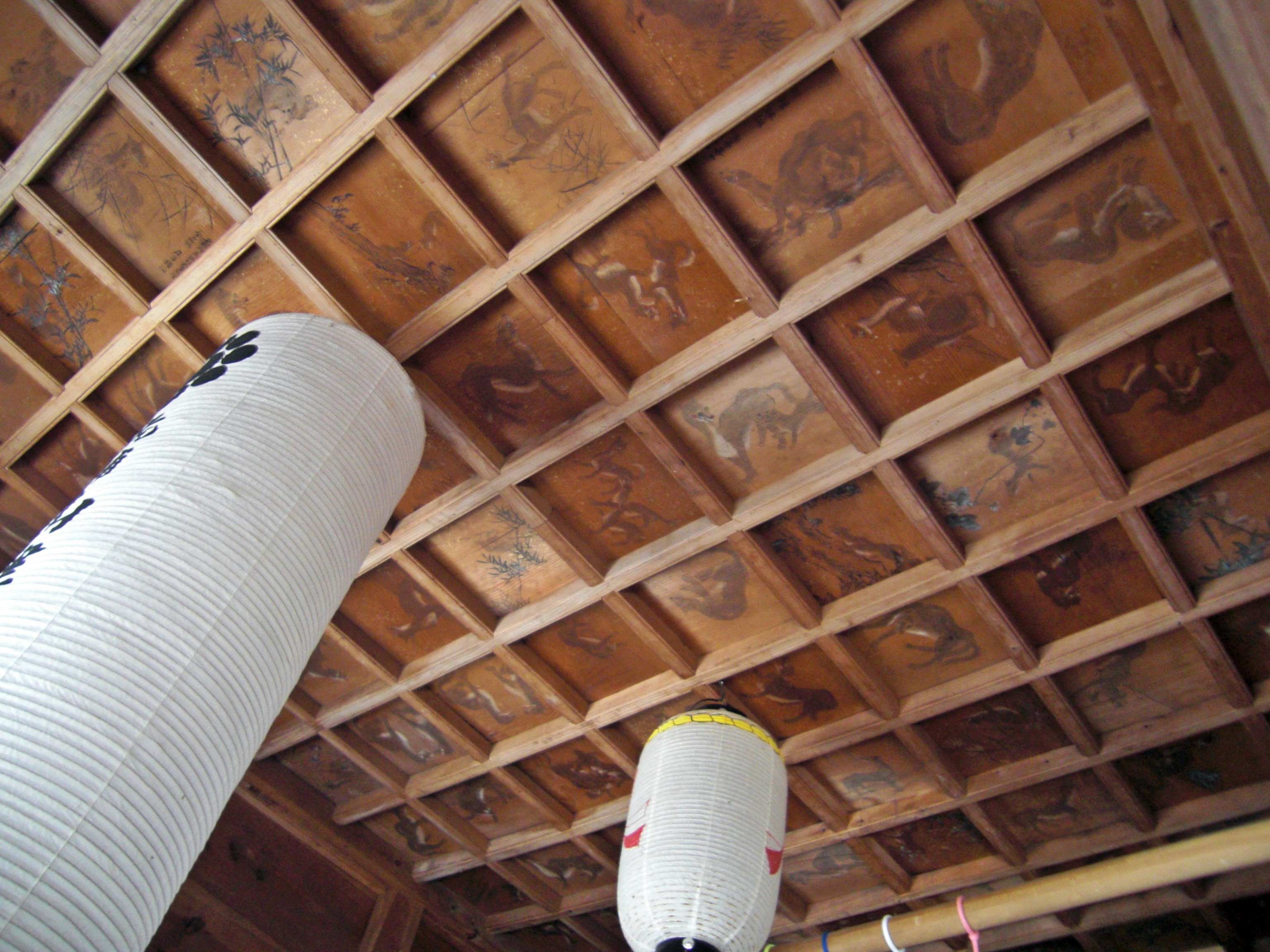
焼失前の狼の天井絵（山津見神社）

当時の和歌山大学のサイモン・ワーンや加藤久美は、環境学や文化人類学の観点からニホンオオカミの絶滅の過程を調査していた。ワーンらはオオカミ信仰を調査するため、かつて「佐須の山の神」と全国に知られた福島県相馬郡飯舘村佐須虎捕の山津見神社を訪れた。拝殿の天井には多数の"オオカミの絵"が伝統的な大和絵の手法で描かれていた。この天井絵は、他に類例が少ない貴重なものである。オオカミの絵は、拝殿が建った1904年ごろに当時の宮司が御用絵師に描かせたと伝わるが、一枚ずつ絵柄が違い、いつ誰が描いたのか詳細が分からず、文化財には登録されずじまいだった。そして、建屋は雨漏りがするほど老朽化しており、オオカミの絵が痛む前に記録を残したいと、ワーンらは考えた。
2013年2月、ワーンはそれらのオオカミの絵を全て撮影して記録する作業をした。高さ5ｍの天井にあるオオカミの絵 237 枚を2日がかりで撮影し、その後、神社に提供するためにCD-ROMにまとめあげた。その後、同年4月に拝殿が火災で全焼し、オオカミの絵も全て焼失した。これを知ったワーンらは、原発事故で避難を余儀なくされた住民に希望を届ける意図で、復元を呼びかけ、そして復元に役に立つように、ワーンは2月に撮影した写真を提供した。天井絵の復元作業は東京芸術大学が担当した。

## 出演
- テレビ朝日『報道ステーション SUNDAY』 - 2014年6月1日放送[31]
- テレビ愛知『激論!コロシアム』 - 2015年6月13日放送
- 映画『ビハインド・ザ・コーヴ 〜捕鯨問題の謎に迫る〜 』(2015年)[37]